# Gestapo

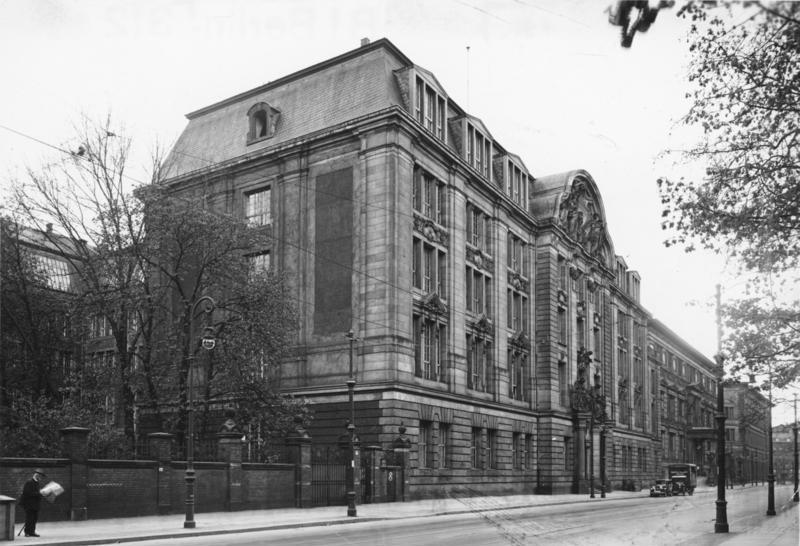
Sídlo hlavního úřadu gestapa na Prinz-Albrecht-Straße v Berlíně (1933)

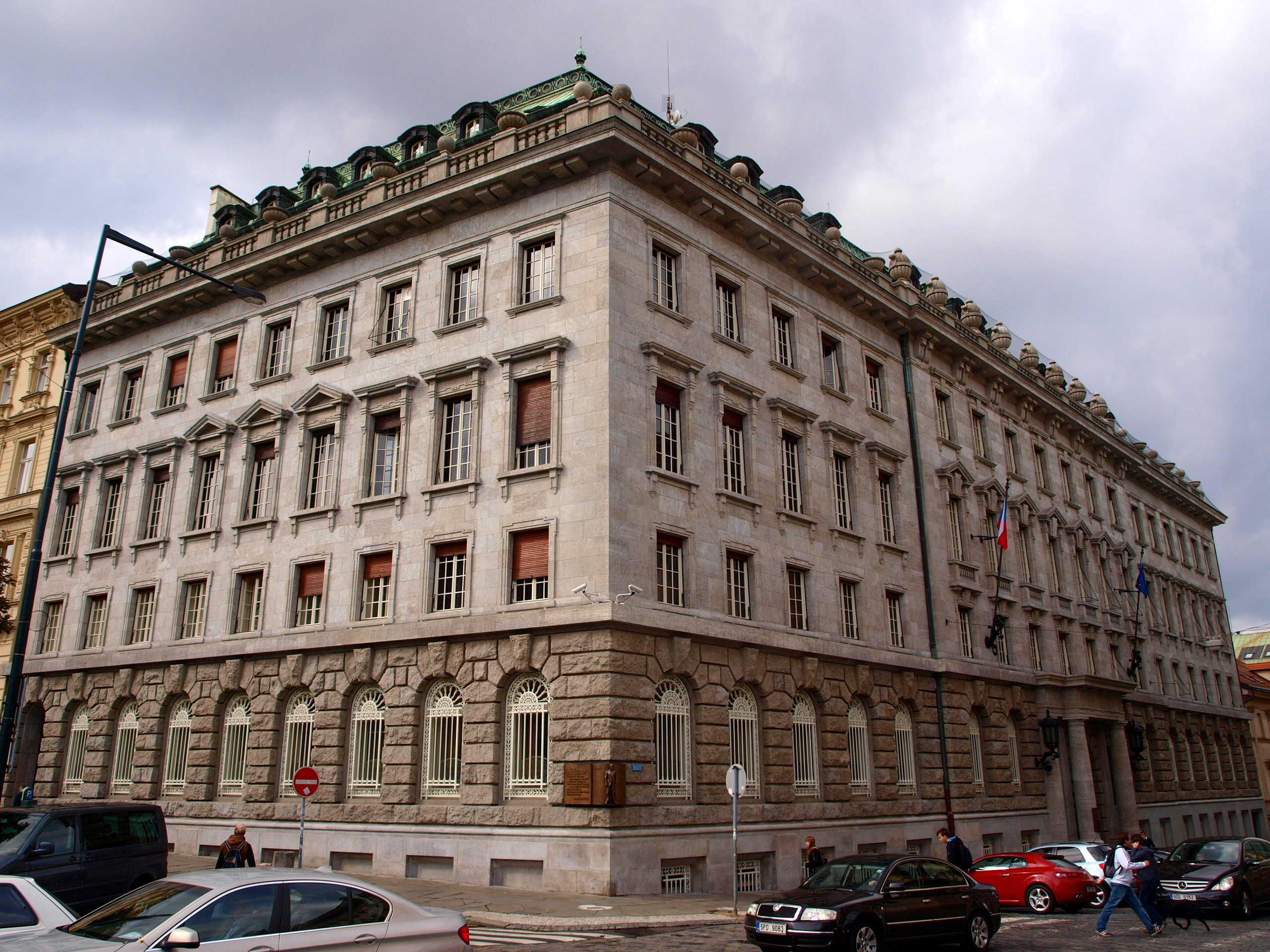
Petschkův palác neboli Petschkárna, kde sídlila hlavní úřadovna gestapa v Protektorátu Čechy a Morava

Gestapo (zkratka z Geheime Staatspolizei, česky „tajná státní policie“) byla tajná policie nacistického Německa, působící i na jím okupovaných územích. Vznikla přeměnou tajné pruské státní policie dne 26. dubna 1933 a posláním bylo vyhledávat, zajišťovat a případně i likvidovat osoby a skupiny, které by mohly ohrožovat fungování nacistického státu. Gestapo zaniklo 8. května 1945. Po druhé světové válce bylo prohlášeno za zločineckou organizaci.

## Vznik a fungování
V roce 1933, když se Hitler stal německým kancléřem, stal se Hermann Göring pruským ministrem vnitra a rozhodl o vzniku zvláštní tajné policie. Od pořádkové policie oddělil politickou a výzvědnou složku a sloučil je; do vedení nově vytvořené instituce jmenoval řadu členů SS a její bezpečnostní složky Sicherheitsdienstu (SD). Státní policie tak postupně srůstala s represivními složkami nacistické strany, v roce 1934 přešla přímo pod vedení SS. 
Přesto většina z 32 000 až 46 000 zaměstnanců gestapa nebyli nacisté (v roce 1939 bylo jen asi 15 % členy SS, jejich počet ale stále rostl, v berlínské ústředně až do 50 %), byli to však loajální úředníci, kteří přesně plnili rozkazy nadřízených. Roku 1936 Hitler sjednotil tradičně zemské policie v jednu říšskou organizaci Sicherheitspolizei zahrnující tajnou i kriminální policii (roku 1939 byly obě převedeny pod Říšský bezpečnostní úřad – RSHA), těsně ji propojil s SS a SD a zákonem stanovil, že její činnost nepodléhá soudnímu přezkoumání.
Tak se hlavní zbraní gestapa stalo právo kohokoli zatknout a uvěznit, třeba i v koncentračním táboře, bez soudního procesu (tzv. schutzhaft, v překladu "ochranná vazba", což byl však eufemismus). Zaměstnanci gestapa se nikdy neprokazovali legitimací s fotografií, nýbrž jen odznakem. Možnosti gestapa ve smyslu jeho všudypřítomnosti a vševědoucnosti byly někdy přeceňovány; ve skutečnosti bylo úředníků gestapa poměrně málo: například ve Frankfurtu nad Mohanem to bylo asi 45 zaměstnanců a o něco větší počet placených agentů. O to větší význam měla běžná udání, která způsobila až 80 % pronásledování. Jen asi čtvrtina z nich měla politický motiv, většinou šlo o osobní spory a snahu prokázat vlastní loajalitu. Od roku 1936, kdy rozhodující roli ve výcviku převzal Werner Best, procházeli členové gestapa ideologickým školením. Best zdůrazňoval doktrínu, která měla členy gestapa utvrdit v přesvědčení, že jsou „lékaři národního těla", kteří bojují proti „patogenům“ a „nemocem“. Mezi předpokládanými nemocemi byli „komunisté, zednáři a církve – a nad nimi a za nimi stáli Židé“. Historik George C. Browder tvrdí, že existoval čtyřstupňový proces, který členy gestapa připravoval na to, aby byli schopni jakéhokoli bezcitného násilí (autorizace násilí, posilování násilných vzorců, rutinizace násilí a úplná dehumanizace osobnosti). Browder též zdůraznil roli SS při infikování gestapa násilnými metodami.
Jednou ze známých represivních operací gestapa byla akce Nacht und Nebel (Noc a mlha). Na osobní Hitlerův rozkaz z 12. prosince 1941 se mělo gestapo vypořádat s odbojovými skupinami na okupovaných územích metodou únosu osob uprostřed noci (Nacht) a jejich zmizení bez jakýchkoliv informací příbuzným (Nebel). Takoví lidé měli navždy zmizet a nejistota spojená s jejich zmizením měla být psychologickým terorem, který měl další jedince odstrašit od jakékoli opozice vůči nacistickému režimu. Zatčení během akce Nacht und Nebel byli převážně z Belgie, Francie a Nizozemska. Obvykle byli zatčeni uprostřed noci a rychle převezeni do stovky kilometrů vzdálených věznic. Zde byli podrobeni výslechům a mučení. Pokud přežili, byli odesíláni do koncentračních táborů Dachau, Sachsenhausen, Buchenwald, Mauthausen, Neuengamme, Gross-Rosen a Natzweiler. Všem úřadům bylo zakázáno podávat zprávu o úmrtí vězně z akce Nacht und Nebel, příbuzným ani nebylo vydáváno tělo zemřelého k pohřbení.

## Šéfové gestapa
- Rudolf Diels 1933–1934
- Heinrich Himmler 1934–1936
- Reinhard Heydrich 1936–1939
- Heinrich Müller 1939–1945

## Organizace gestapa

### Úřad A (Nepřátelé)
- Komunisté a Sociální demokrati (A1)
- Protisabotážní (A2)
- Reakcionáři a liberálové (A3)
- Atentátníci (A4)

### Úřad B (Náboženství)
- Katolíci (B1)
- Protestanti (B2)
- Svobodní zednáři (B3)
- Židé (B4)

### Úřad C (Administrativa a záležitosti strany)
Centrální administrativní kancelář gestapa, zodpovědné za kartové informace o celém personálu.

### Úřad D (Okupovaná území)
- Oponenti vlády (D1)
- Církve a sekty (D2)
- Strany (D3)
- Západní území (D4)
- Kontrašpionáž (D5)
- Spojenci (D6)

### Úřad E (Kontrarozvědka)
- V říši (E1)
- Politické formace (E2)
- Na západě (E3)
- Ve Skandinávii (E4)
- Na východě (E5)
- Na jihu (E6)

### Úřad F (Hraničnía pohraniční policie)
- Vykonávala dozor nad pohraničím.
- Zajišťovala bezpečnost německých hranic.
- Odhalovala utečence, překupníky a pašeráky.

### Místní úřadovny (Gestapostellen)
- I. – organizační, správní, osobní
- II. – hospodářské a správní záležitosti
  - C – technické záležitosti
    - 3 – autoprovoz
- III. – skupina pro zvláštní úkoly (později převedena pod odd. IV, referát 3[6])
- IV. – exekutiva (nepřetržitá služba pro příjem zatčených, příjem hlášení od konfidentů a důvěrníků, nejdůležitější tzv. výkonná složka Gestapa, pod které spadaly jak formace pro boj s odbojovým hnutím, provádění důležitých prohlídek, intervence v případech sabotáže a vloupání politického charakteru, tak např. archív úřadovny – zabavené tiskoviny, letáky atd.; dále se dělily na jednotlivé referáty[6]):
  - 1a – komunistická a sociálně demokratická činnost
  - 1b – pravicový odboj
  - 1c – záležitosti válečných zajatců a dělníků z východu
  - 2a – vyšetřování sabotáží a neoprávněného držení zbraní
  - 2b – pátrání a vyšetřování parašutistů, boj s partyzány
  - 3 – kontrašpionáž (dříve byla tato agenda v samostatném Oddělení III, které bylo zrušeno)
  - 4 – agenda židů, spolků a církví
  - 5 – záležitosti týkající se ochranné vazby
  - 6a – kartotéka a spisovna
  - N – agenda konfidentů (v čele stál vedoucí služebny nebo jeho zástupce)
- V. – Kriminální policie (Kripo) (od půlky roku 1944)